# La Fille du roi des elfes
La Fille du roi des elfes (titre original : The King of Elfland's Daughter) est un conte fantastique écrit en 1924 par Lord Dunsany. Edité avant que le genre soit nommé, il est considéré comme l'un des premiers romans de fantasy. Sa réédition par Ballantine Books au sein de la collection Ballantine Adult Fantasy en juin 1969 lui a donné un regain de popularité. Il également été publié dans la prestigieuse collection Fantasy Masterworks en 2001.
La Fille du roi des elfes contient à la fois des éléments de conte merveilleux et de fantasy épique.

## Synopsis
Les membres du parlement du val des Aulnes expriment le souhait d'être gouvernés par un souverain possédant des pouvoirs magiques. Le roi du val envoie donc son fils Alveric chercher la fille du roi des elfes pour qu'il l'épouse. Alveric parvient à remplir sa mission, mais il ignore que le temps s'écoule différemment au royaume des Elfes. Alors qu'il pense avoir quitté son pays une seule journée, Alveric constate à son retour que son absence a duré dix ans.
Son père étant mort entre-temps, Alveric devient roi et épouse selon le rite catholique la belle princesse Lirazel. Bien vite, un fils prénommé Orion naît de cette union. Mais la princesse elfe s'adapte mal au monde des hommes. Et, un soir de dispute, elle ouvre un parchemin magique qui lui permet de retourner au pays des Elfes. Alveric désemparé part à la recherche de son épouse, mais un puissant sortilège jeté par son beau-père l'empêche de pénétrer une nouvelle fois dans le royaume magique...

## Personnages

### Personnages principaux
- Alveric : prince du val des Aulnes. Il est envoyé par son père à la recherche de la fille du roi des elfes.
- Lirazel : fille du roi des elfes. Elle n'est jamais venue au pays des hommes.
- Orion : fils d'Alveric et Lirazel. Il devient en grandissant un brillant chasseur.

### Personnages secondaires
- Frère : moine du val des Aulnes. Il est contre tout forme de magie.
- Gazic : marchand de bétail. Il est membre du parlement des Aulnes.
- Guhic : fermier du val. Il est membre du parlement des Aulnes.
- Lurulu : troll. Il est le héraut du roi des elfes.
- Narl : maréchal-ferrant du val. Il est le porte-parole du  parlement des Aulnes.
- Nehic : conducteur de chevaux. Il est membre du parlement des Aulnes.
- Niv : garçon un peu simple. Il est un des compagnons d'Alveric dans sa quête.
- Oth : chasseur de cerf. Il est membre du parlement des Aulnes.
- Rannok : amoureux dépité. Il est un des compagnons d'Alveric dans sa quête.
- Roi des elfes : père de Lirazel. Il est le souverain du pays enchanté.
- Roi du val des Aulnes : père d'Alveric. Il envoie son fils en quête de la fille du roi des elfes.
- Threl : travaille dans les bois. Il est membre du parlement des Aulnes.
- Thyl : jeune troubadour. Il est un des compagnons d'Alveric dans sa quête.
- Vard : jeune berger. Il est un des compagnons d'Alveric dans sa quête.
- Vlel : maître laboureur. Il est membre du parlement des Aulnes.
- Vyria : jeune fille du val. Elle a refusé les avances de Rannok.
- Zend : halluciné qui parle avec la Lune. Il est un des compagnons d'Alveric dans sa quête.
- Ziroonderel : sorcière du val des Aulnes. Elle aide Alveric dans sa quête.

## Réception

### Critique
Dans un article de 1999 du The Magazine of Fantasy & Science Fiction, le critique Charles de Lint fait l'éloge du roman : « Ce n'est pas simplement la beauté de la langue, l'œil avisé des personnages, la pointe d'humour, voire le charme de la légende et du merveilleux, mais une combinaison unique de Dunsany de tout ce qui précède. Même aujourd'hui, après tous les romans de fantasy que j'ai lu, je trouve que son travail est resté frais et exubérant ».

### Analyse
H. P. Lovecraft reprend dans ses nouvelles quatre noms de personnage du roman de Edward Dunsany.

## Adaptation
En 1977, les musiciens Bob Johnson et Pete Knight  écrivent et produisent l'album-concept The King of Elfland's Daughter qui est librement inspiré par le livre. La couverture de l'album est illustré par Jimmy Cauty. Frankie Miller interprète Alveric, Mary Hopkin est Lirazel, PP Arnold est Ziroonderel et Alexis Korner est Lurulu. Christopher Lee joue les rôles du narrateur et du roi des elfes. 

### Liste des chansons
Face 1
1. The Request (3,23)
2. Lirazel (4,11)
3. Witch (3,35)
4. Alveric's Journey Through Elfland (4,57)

Face 2
1. The Rune of the Elf King (3,59)
2. The Coming of the Troll (1,53)
3. Just Another Day of Searching (5,09)
4. Too Much Magic (3,58)
5. Beyond the Fields We Know (4,29)